# Вудсайд (Делавер)
Вудсайд (англ. Woodside) — місто (англ. town) в окрузі Кент штату Делавер США. Населення — 190 осіб (2020).

## Географія
Вудсайд розташований за координатами 39°4′16″ пн. ш. 75°34′0″ зх. д. / 39.07111° пн. ш. 75.56667° зх. д. (39.071140, -75.566684).  За даними Бюро перепису населення США в 2010 році місто мало площу 0,42 км², уся площа — суходіл. В 2017 році площа становила 0,37 км², уся площа — суходіл.

## Демографія
Згідно з переписом 2010 року, у місті мешкала 181 особа в 73 домогосподарствах у складі 52 родин. Густота населення становила 427 осіб/км².  Було 78 помешкань (184/км²).
Расовий склад населення:
| - 93,4 % — білих - 5,0 % — чорних або афроамериканців - 0,0 % — осіб інших рас |

До двох чи більше рас належало 1,7 %. Частка іспаномовних становила 0,6 % від усіх жителів.
За віковим діапазоном населення розподілялося таким чином: 15,5 % — особи молодші 18 років, 67,9 % — особи у віці 18—64 років, 16,6 % — особи у віці 65 років та старші. Медіана віку мешканця становила 46,1 року. На 100 осіб жіночої статі у місті припадало 103,4 чоловіків;  на 100 жінок у віці від 18 років та старших — 104,0 чоловіків також старших 18 років.
Середній дохід на одне домашнє господарство  становив 55 231 долар США (медіана — 50 313), а середній дохід на одну сім'ю — 64 143 долари (медіана — 68 750). За межею бідності перебувало 26,7 % осіб, у тому числі 40,7 % дітей у віці до 18 років та 53,8 % осіб у віці 65 років та старших.
Цивільне працевлаштоване населення становило 66 осіб. Основні галузі зайнятості: роздрібна торгівля — 25,8 %, публічна адміністрація — 16,7 %, будівництво — 13,6 %, науковці, спеціалісти, менеджери — 10,6 %.